# Études critiques du marketing et de la consommation
 (septembre 2024).
 (septembre 2020).
La mise en forme du texte ne suit pas les recommandations de Wikipédia : il faut le « wikifier ».
Les points d'amélioration suivants sont les cas les plus fréquents. Le détail des points à revoir est peut-être précisé sur la page de discussion.
- Les titres sont pré-formatés par le logiciel. Ils ne sont ni en capitales, ni en gras.
- Le texte ne doit pas être écrit en capitales (les noms de famille non plus), ni en gras, ni en italique, ni en « petit »…
- Le gras n'est utilisé que pour surligner le titre de l'article dans l'introduction, une seule fois.
- L'italique est rarement utilisé : mots en langue étrangère, titres d'œuvres, noms de bateaux, etc.
- Les citations ne sont pas en italique mais en corps de texte normal. Elles sont entourées par des guillemets français : « et ».
- Les listes à puces sont à éviter, des paragraphes rédigés étant largement préférés. Les tableaux sont à réserver à la présentation de données structurées (résultats, etc.).
- Les appels de note de bas de page (petits chiffres en exposant, introduits par l'outil «  Source ») sont à placer entre la fin de phrase et le point final[comme ça].
- Les liens internes (vers d'autres articles de Wikipédia) sont à choisir avec parcimonie. Créez des liens vers des articles approfondissant le sujet. Les termes génériques sans rapport avec le sujet sont à éviter, ainsi que les répétitions de liens vers un même terme.
- Les liens externes sont à placer uniquement dans une section « Liens externes », à la fin de l'article. Ces liens sont à choisir avec parcimonie suivant les règles définies. Si un lien sert de source à l'article, son insertion dans le texte est à faire par les notes de bas de page.
- La présentation des références doit suivre les conventions bibliographiques. Il est recommandé d'utiliser les modèles {{Ouvrage}}, {{Chapitre}}, {{Article}}, {{Lien web}} et/ou {{Bibliographie}}. Le mode d'édition visuel peut mettre en forme automatiquement les références.
- Insérer une infobox (cadre d'informations à droite) n'est pas obligatoire pour parachever la mise en page.

Pour une aide détaillée, merci de consulter Aide:Wikification.
Si vous pensez que ces points ont été résolus, vous pouvez retirer ce bandeau et améliorer la mise en forme d'un autre article.
 (septembre 2020).
 (septembre 2020).
- Si vous ne connaissez pas le sujet, laissez ce bandeau (vous pouvez alors contacter les auteurs).
- Si vous supprimez le contenu mis en cause (vous pouvez préalablement contacter les auteurs),

argumentez précisément cette suppression dans la page de discussion
(un manque de référence n'est pas un argument ; une recherche réelle de référence doit avoir été effectuée, être formellement documentée).
Difficile de définir simplement ce que sont, ou devraient être, les études critiques relatives au marketing et à la société de consommation. D’abord parce que les dénonciations ou les éloges relèvent de multiples points de vue, ensuite parce que le terme de marketing est amplement polysémique. Sa définition officielle fournie par l’AMA (American Marketing Association) est en révision continuelle depuis 1948, tandis que les tentatives françaises pour fournir une définition acceptable demeurent vaines.

## Les insuffisances du marketing standard
Nous bénéficions tous, ou croyons bénéficier, de la société de consommation. Toutefois, chacun se doute que si le professionnel du marketing affirme représenter le client dans l’entreprise, il demeure le représentant de l’entreprise. Le rôle de l’intérêt individuel dans la formation d’un échange marchand est reconnu au moins depuis Adam Smith : « Ce n’est pas de la bienveillance du boucher, du marchand de bières et du boulanger, que nous attendons notre dîner, mais bien du soin qu'ils apportent à  leurs intérêts» [(1776), livre 1, II, Richesse des nations].
Plus profondément, ce doute concerne l’ambiguïté du marketing concept (esprit marketing!), la pierre angulaire de l’école de pensée qui domine dans l’enseignement de ce qu’on appelle en anglais le marketing management et qu’on peut traduire en français par Gestion Commerciale. En soulignant qu’il n’y a pas d’entreprise sans client, le marketing concept semble aller de soi. Mais cette notion prétend beaucoup plus. Elle soutient de manière normative que l’orientation de toute l’entreprise « vers » ou « par » le client « souverain » permet de le satisfaire et de réaliser un profit. La satisfaction des besoins du « client-roi »selon l'expression de Paul A.Samuelson, repose sur l’écoute de sa « voix ». C’est en identifiant ses attentes et ses exigences que l’entreprise détermine son offre : ce qu’elle doit proposer, à quel prix, dans quel(s) lieu(x), et accompagné de quelles informations et incitations. C’est-à-dire ce que le lexique du marketing appelle le marketing mix (McCarthy) ou les 4 Ps (Product, Price, Place, Promotion). La réponse adéquate d’un fournisseur à la demande de ses clients-cibles lui permet de l’emporter sur la concurrence et, finalement, de réaliser légitimement un profit supérieur à la moyenne du secteur ou au moins satisfaisant. D’où la nécessité de segmenter finement le marché, de choisir la bonne cible et de positionner convenablement son offre.
Cette acception normative du marketing, qui limite sa définition aux activités spécifiques d’une organisation vis-à-vis de ses clients, a donc permis l’élaboration du Marketing Management, une doctrine qui inspire la plupart des manuels d’enseignement commercial depuis les années 1960 (McCarthy, 1960 ; Kotler, 1967 ; Kotler et Dubois ; Kotler, Keller et Manceau, 2012, ...). Une bonne présentation de celle école de pensée se trouve dans Baker et Saren (2010, 14-18) accompagnée de ses premières critiques (Marion, 1993 ; Grönroos, 1994 ; Alvesson, 1994 ; Brown, 1995). Elle semble n’être qu’une description de la convergence harmonieuse des intérêts du client et du fournisseur. En fait, c’est un ensemble de prescriptions pour faire du bon marketing grâce à l’écoute du client et à la mise en œuvre du marketing mix adéquat.
Cette doctrine mobilise de multiples notions mal définies et malléables : « souveraineté » du client ; « orientation » vers le client ou le marché ; « voix » des clients qui est, en grande partie, construite par ceux qui interprètent son contenu (Grandclément et Gaglio, 2011 ; Ariztia, 2013 ; Diaz, Ruiz et Holmlund, 2017) ; « besoins » parfois manifestes et parfois « latents ». Hormis la fameuse et douteuse pyramide de Maslow, aucune théorie des besoins n’est proposée depuis les années 1940 (Marion, 2004). La modélisation des processus d’innovation conduit à mettre l’accent sur l’innovation incrémentale (Christensen, 1997). Les relations interfonctionnelles, souvent conflictuelles au sein des organisations, ne sont ni décrites, ni analysées. Les résistances individuelles et/ou collectives (Roux, 2009) des personnes qui n’endossent pas volontiers telle ou telle figure du consommateur sont voilées. La liste de ces figures demeure d’ailleurs interminable (Gabriel et Lang, 1995 ; Marion, 2004 ; Cova et Cova, 2009). Au total, la doctrine du Marketing Management fait silence sur les rapports de pouvoir entre l’offre et la demande et ignore largement toutes les astuces pour faire en sorte que le comportement du client soit conforme aux intérêts de l’entreprise.
Ses promoteurs rétorquent que leur ambition est plus large et moins partisane puisque leurs outils sont utilisables dans toutes les sphères, de toute société (Kotler et Levy, 1969) et que tout le monde a quelque chose à échanger. Chaque organisation, marchande ou non, et chaque personne, quelle que soit son activité (médecin, avocat, politicien, enseignant, chercheur ou prédicateur), doit identifier son offre et repérer sa cible. Le marketing est, pour eux, la « discipline des comportements d’échange » (Bagozzi, 1975, 39) dotée d’une« fonction d’application universelle ». De multiples générations d’étudiants ont ainsi été exposés au dogme du « marketing générique » capable d’encourager chacun à devenir le marketer de soi, voire à se considérer lui-même comme une marque.
Dès les années 1960, certains « reconstructeurs » (Lazer et Kelley, 1960 ; Lazer, 1969) voulaient dépasser cette acception du marketing afin d’en faire une discipline au service des buts de la société. Leur très confuse réflexion fut incapable de mettre au jour les insuffisances d’un marketing générique. La création de l’Association for Consumer Research (1969) et d’une nouvelle revue centrée sur le comportement du consommateur, Journal of Consumer Research, fournit un nouvel horizon aux chercheurs et permit l’émergence de nouveaux courants de recherche sur la consommation (anthropologiques, herméneutiques, culturels, sociologiques…).
Au cours des années 1980 la référence aux Fast Moving Consumer Goods, ces biens qui circulent rapidement et qu’on appelle en français les biens de grande consommation, a cessé d’être la seule inspiration des prescriptions. Initialement conçue pour de tels produits, les 4 Ps furent probablement une métaphore pertinente pour le marketer des années 1960. Il pouvait ainsi décrire la (sa) réalité, agir sur elle, et utiliser ses outils de mesure. Mais, toute métaphore n’est ni vraie ni fausse, c’est une véridiction, c’est-à-dire un effet de sens produit dans et par le discours : un art de faire paraître vrai et de vendre des manuels. On constata alors que la métaphore des 4 Ps ne pouvait prétendre être valide quels que soient les domaines concernés.
Cadrer différemment les activités et pratiques du marketer dans la diversité des marchés concrets conduisit à d’autres représentations. La discipline s’est ainsi progressivement fragmentée en de multiples champs (Wilkie et Moore, 1999, 2003) : échanges inter-organisationnels ou marketing B to B, services et activités tertiaires, organisations à but non lucratif, macromarketing, etc. D’où l’apparition de multiples revues spécialisées et la poursuite de l’interminable débat sur les fondements de sa scientificité (Cochoy, 1999,p: 203-297). De multiples controverses épistémologiques ont alors débouché sur d’incessantes crises identitaires en dépit des efforts des associations, professionnelles et académiques, visant à définir ce qui rassemble leurs membres.
Typiquement, la doctrine du Marketing Management propose une définition très sommaire du point de départ de ses prescriptions : le marché. C’est, pour elle, l’ensemble des clients actuels et potentiels ou l’ensemble des offre s'adressant à une même catégorie de clients. Les praticiens constatent vite que les contours de ces deux ensembles sont flous et se transforment sans cesse. De leur côté, la plupart des chercheurs postulent l’existence du marché et ne s’intéressent pas ou peu à la participation de multiples acteurs et dispositifs à sa construction permanente. Des acteurs repérables du côté de l’offre : l’ensemble des professionnels largement équipés de leurs outils (Cochoy et Dubuisson-Quellier, 2013); et du côté de la demande (chaland, client, consommateur) qui utilisent aussi leurs propres outils. Tous génèrent les processus interactifs et la structure dans lesquels ils insèrent leurs activités.
Ce qui fragmente la discipline et transforme ses cadres conceptuels c’est la reconnaissance progressive des dimensions sociales, techniques, matérielles et historiques des marchés concrets au travers des notions de réseau, de culture, d’institution et de pratique. Les insuffisances de la doctrine du Marketing Management tiennent moins à ce qu’elle énonce comme allant de soi qu’à ce qu’elle masque : les marchés ne sont pas donnés, ils sont en permanence construits. Nombre d’étudiants, de praticiens et d’enseignants se demandent pourquoi cette doctrine demeure, en dépit de toutes ses insuffisances, l’école de pensée dominante ? La plupart des manuels d’enseignement sont en effet fidèles, et ce dans le monde entier, à une sorte de « marketing standard » constitué par un ensemble malléable de notions, organisées selon la logique des 4 Ps, dans la seule perspective de décisions managériales. La réponse à cette interrogation est la suivante : selon un mécanisme similaire à celui de la formation d’un « design dominant », le marketing standard ne domine pas parce qu’il propose une représentation de la réalité plus « vraie » qu’une autre, il est devenu une représentation dominante parce qu’il a suscité un conformisme auquel il est difficile de se soustraire (Marion, 2010).
Finalement il n’existe pas un ensemble de pratiques et d’idées que l’on peut indubitablement qualifier avec le terme marketing. La forme progressive, particulière à l’anglais, renvoie à des évènements « en train de se faire », non à un état stable. Par nomination, le marketing privilégie la continuation de l’action. Sa pratique s’insère dans un ensemble de processus propres aux marchés concrets, ou à des familles de marchés, en transformation permanente. Une segmentation est un découpage provisoire. Une cible est mouvante et n’attend pas patiemment d’être visée. Un positionnement est un processus toujours relatif. Dès lors, pour ses soutiens les plus fervents comme pour ses contempteurs, cette discipline demeure insaisissable et sa définition fuyante.

## Polysémie du terme marketing
Afin de mettre un peu d’ordre dans la polysémie du terme marketing, il est possible de repérer trois dimensions.
1) C’est un ensemble d’activités et de processus effectués dans un contexte marchand. Repérables, d’abord, par les pratiques des professionnels du marché ou des commerciaux (à temps plein ou à temps partiel) dans de multiples champs : Business to Consumer (B to C, i.e. d’une entreprise vers un particulier), Business to Business (B to B, i.e. d’une entreprise vers une autre entreprise), voire dans l’ Économie Sociale et Solidaire (Pillet, 2013). Repérables, aussi, par les pratiques de multiples acteurs qui s’efforcent d’utiliser ses outils notamment dans les relations Consumer to Consumer (C to C, i.e. d’un particulier vers un autre particulier) : le prosumer (Toffler, 1980) parfois traduit par consom’acteur, le « consommateur-entrepreneur » (Rochefort, 1997), le « marketer de soi » (Marion, 2004 ; Tisseron, 2013 ; Hirigoyen, 2019) ou les organisations militantes (Chessel, 2012).
2) C’est un ensemble d’énoncés qui fournissent le plus souvent des définitions sommaires et discutables (marché, échange, orientation client, orientation marché, ères conduisant à la révolution marketing, cycle de vie des produits, besoins, client, consommateur, etc.) Ils proposent aussi des techniques d’action qui furent progressivement codifiées (segmentation, ciblage, positionnement, marketing-mix…). L’histoire du marketing américain et de la consumer research, proposée par Cochoy (1999) fournit une description de cette codification et Maillet (2010) met au jour ses ingrédients constitutifs. Tous deux soulignent l’incessante capacité de cette discipline à se transformer. Pour désigner ces deux premières acceptions, la traduction en français de marketing propose deux termes : marchéage qui renvoie plutôt à la première (activité et processus) et mercatique qui renvoie plutôt à la seconde (ensemble de savoirs et de techniques).
3) C’est un ensemble d’idées (une idéologie) : les convictions et les représentations partagées par tout marketer, professionnel ou non, qui inspirent et légitiment leurs activités et leurs pratiques (Marion, 2006). Le terme idéologie ne désignant pas un « grand récit » mais un instrument utilisé par un groupe de personnes pour justifier son existence, intéresser, enrôler et mobiliser de multiples parties-prenantes en concurrence avec d’autres groupes. L’idéologie qui sous-tend les pratiques des marketers affronte non seulement l’idéologie d’autres coalitions au sein de l’entreprise (la logique financière, par exemple), mais aussi celle des mouvements sociaux qui, hors des entreprises, s’efforcent d’articuler et de fédérer les indignations et les résistances individuelles ; depuis la Ligue sociale d’acheteurs (Chessel, 2003) jusqu’à Casseurs de pub (Rémy, 2010).
Cette idéologie est soutenue par un processus général : la « marketization » (traduisible par marchéisation), repéré par Djelic (2006), Callon (2017) et Chaudhuri et Belk (2020). La marketization repose sur deux convictions : 1) le marché est la forme la plus efficace pour effectuer toute allocation de ressources et ; 2) il faut encourager les réformes qui favorisent son émergence et son développement aux dépens d’autres formes institutionnelles. Cette prétention rejoint donc les ambitions du marketing générique qui vise à promouvoir les idéologies fondées sur le marché et à favoriser l’extension de la logique marchande. Mais, ses partisans et détracteurs sont incapables de définir ce qu’ils appellent LE marché. La marketization est l’une des formes du large processus d’économisation qui donne forme à une certaine conception de ce qu’est l’économie. Inutile de dénoncer, de manière abstraite et générale, « l’horreur économique », « le cauchemar de la marchandisation » ou « le matérialisme ». Braudel (1985, 10) l’a indiqué : l’économie en soi n’existe pas. L’économisation varie en fonctions des circonstances et des époques.
La critique du marketing et du fonctionnement des marchés doit plus précisément viser les arrangements concrets, les rôles traditionnellement cadrés par telle ou telle perspective (B to C, B to B ou C to C) et ce qui, inéluctablement, déborde ces arrangements pour susciter des externalités négatives ou positives. La gouvernance des marchés est d’emblée une question ouverte aux controverses morales et politiques : les marchés demeurent une arène politique. Leur fonctionnement suscite des différences, des asymétries et des résistances en dépit des efforts visant à transformer tout citoyen en consommateur et à dépolitiser la consommation (Cohen, 2003). Tout au long du XXe siècle de multiples efforts furent pourtant engagés pour faire entendre une parole politique (Chessel, 2012). Plus récemment, Boström, Micheletti et Oosterveer (2019) ont proposé de fédérer la communauté des chercheurs concernés politiquement par les actes de production et de consommation.

## L’émergence d’un courant critique
Quelques admonestations éthiques sont largement insuffisantes pour transformer les pratiques et les recherches relatives au marketing. Il ne suffit pas, non plus, de s’en remettre au regard réflexif de praticiens et de chercheurs d’abord soucieux de proposer des recommandations managériales.
Dès les prémices de la consommation de masse, vers 1900, les dirigeants, les spécialistes des marchés et les publicitaires ont fait face à de multiples discours critiques émanant de la presse, des intellectuels et des militants opposés à la société de consommation. Toutefois, à partir des années 1920 le modèle américain du management et du marketing est apparu comme exemplaire, et moderne, aux yeux des entrepreneurs. Dans un contexte de guerre froide, cette perception s’est renforcée, soutenue par l’idée qu’il existerait un lien naturel et essentiel entre démocratie et société de consommation. Au cours des années 1960 et 1970 les remises en cause furent plus audibles (Baudrillard, 1969, 1970 ; Schor et Holt, 2000). Mais, jusqu’aux années 1990, au sein des « sciences » de gestion la critique est demeurée marginale, voire illégitime. Certes, Laufer et Paradeise (1982) avaient souligné le lien entre la crise de légitimité des sociétés occidentales et la naissance de la « société du marketing », mais les principales revues fréquentées par les enseignants-chercheurs de la discipline évitaient généralement les controverses.
C’est la création de la conférence internationale consacrée aux Critical Management Studies, organisée en Grande Bretagne dès 1999, qui a favorisé et renouvelé les débats. La naissance de Marketing Theory, en 2001, fournit enfin un lieu permettant l’analyse critique des théories en vigueur. Saren et al. (2007), Maclaran et al. (2009) et Tadajewski et al. (2018) présentent un ensemble d’articles visant à repérer les controverses principales : scientificité du marketing, choix épistémologiques entre approche interprétative et approche positive, mise en question de prétendues quasi-lois, construction d’une éventuelle théorie du marketing, classification des écoles de pensée et déconstruction des idées reçues (Maclaran, 2009). Ils soulignent notamment que la réflexion sur le marketing est souvent décontextualisée. En dépit des travaux de Marchand(1986), Fullerton (1988), Cohen (2003), Chessel (2012), Trentmann (2016) ou Daumas (2018), la réflexion sur le marketing et sur la consommation demeure largement a-historique (Fullerton, 1988). Si bien que, sans cesse, de nouvelles générations de pseudo spécialistes « réinventent la roue ».
Deux figures typiques du consommateur organisaient traditionnellement les débats : l’individu passif et moutonnier et l’agent rationnel, autonome et informé. Entre ces deux positions extrèmes, de nouvelles approches s’efforcent de dépasser les indignations des uns et les convictions mesurées des autres : la Service Dominant Logic (Vargo et Lusch, 2004), la CCT pour Consumer Culture Theory (Arnould et Thompson, 2005), la sociologie de la consommation fondée sur la théorie des pratiques (Warde, 2005, 2014) ou l’approche historique et politique de la consommation (Sassatelli, 2007).

## Le marketing comme phénomène social et sociétal
La pratique du marketing, ses effets et externalités négatives, sont dénoncés par de multiples acteurs, mais critiques et défenseurs de la discipline demeurent incapables d’en fournir une définition. La dénonciation de la gestion bureaucratique des marchés de masse, fondée sur les prétentions d’un manuel de marketing ou du soi-disant « marketing de combat » (Groupe Marcuse, 2004), est particulièrement confuse. Elle prend au sérieux les innombrables métaphores qui, sous la plume des consultants, nous informent chaque trimestre que le consommateur a changé et qu’il convient de mettre en œuvre le « nouveau » type de marketing dont ils sont les promoteurs : guérilla marketing, viral marketing, expeditionary marketing, etc. Badot, Bucci et Cova (2007, 85-98) repèrent l’apparition d’une centaine de ces métaphores entre 1985 et 2005.
La critique « radicale » dénonce la création de faux besoins et le conditionnement de la demande par la publicité de masse (Packard, 1957 ; Ewen, 1976). Certains de ses arguments sont pertinents mais elle comporte aussi des contradictions et des raccourcis facilement réfutés par ses opposants. Cette critique, en surplomb des acteurs et datée, jette la suspicion sur l’ensemble de son dossier en dépit de ses références à Marcuse, Galbraith ou Debord (Marion, 2009, 100-104). L’opposition entre la souveraineté du producteur et celle du consommateur repose sur une conception du pouvoir (unique et centralisé) amplement remise en question par Foucault (Roux et Gicquel, 2018). La lecture du pouvoir de Foucault (hétérogène, distribué et diffus) l’inscrit dans des relations horizontales et non dans des institutions surplombantes. Du coup, l’idée d’une incessante récupération de toute forme de résistance (la marchandisation de la critique) est insatisfaisante. Les tentatives pour élaborer un mode alternatif de consommation ne sont pas condamnées à revenir à la forme conventionnelle à laquelle elles étaient supposées s’opposer (Schor et Fitzmaurice, 2017). Les thèses de la récupération et de la critique radicale sont non seulement discutables, elles peuvent conduire à un sentiment d’impuissance.
Nombre de positions radicales s’accompagnent d’une sous-estimation des capacités critiques de ceux qui sont observés. Les tenants de la critique seraient éclairés tandis que les acteurs observés seraient abusés. Boltanski (1990, 130) soutient, au contraire, que tout le monde dispose de capacités critiques et les met en œuvre de façon quasi permanente dans le cours ordinaire de la vie sociale. Certes, toute personne est dépendante de sa propre compétence et des ressources auxquelles elle a accès, mais elle demeure capable de manifester sa liberté dans l’interprétation des discours sociaux et culturels. La critique doit renoncer à se prévaloir d’une capacité analytique qui permettrait d’expliquer les conduites d’un acteur mieux que l’acteur lui-même. Les personnes en savent beaucoup sur le monde dans lequel elles vivent, et les descriptions qu’elles en font leurs appartiennent. Toutefois, le chercheur ne doit pas accepter aveuglément ce que les personnes qu’il étudie pensent et croient. Il doit analyser la diversité des descriptions. C’est ce qui lui permet d’en savoir plus long que n’importe laquelle d’entre elles. Il doit étudier le comportement des acteurs à partir de leur système de valeur. Pour autant, dans son analyse, dite qualitative, il peut être conduit à formuler des jugements de valeur, notamment pour hiérarchiser des préjudices ou évaluer la réussite ou l’échec du projet des acteurs.
Ainsi, à l’heure d’Internet, Tisseron (2013) refuse de tenir un discours en surplomb des « jeunes » considérés comme des moutons bêlants. Pour lui, les réseaux numériques ne favorisent pas seulement la mise en œuvre d’un ciblage individuel par les professionnels du marketing, il donne aussi à chacun la possibilité de promouvoir sa propre personne. Ce qui rejoint la thèse de Certeau (1980) : la consommation est une autre production. Si le marketing est un « diable », il est en chacun de nous et, en l’occurrence, ce qui doit être analysé c’est l’effet de notre dépendance croissante au numérique et la gestion de nos traces sur Internet.
La promotion de ce « diable » est omniprésente. Elle permet notamment de légitimer la stratégie des grandes enseignes, mais si celles-ci multiplient les grandes surfaces et les centres commerciaux, si elles transforment les échanges locaux et désertifient les centres-villes, c’est avec l’assentiment des chalands. De même, si les fast-food favorisent la « malbouffe » et l’obésité enfantine, c’est avec la complicité de nombreux parents. Quant au succès mondial des marques de luxe, dont la mise en scène exacerbe les inégalités, il est largement fondé sur l’appétit des élites, notamment dans les pays émergents, pour des produits signalant leur statut privilégié. Bref, nous sommes tous largement dépendants de la mentalité spéculative (Gomez, 2019) qui nous fait rêver sur les promesses du futur : la promesse de prochains soldes, de la probable baisse de prix d’un nouvel appareil, d’un prix de revente supérieur de l’appartement acheté pourtant bien cher, de revenus provenant de la location de la chambre d’amis, d’un voyage moins onéreux et peut-être plus convivial grâce au covoiturage, de l’ultime consécration du star-system via un blog opportun ou la promesse de l’élévation du cours de nos quelques actions. Chacun peut s’approprier les tactiques repérables dans le monde marchand. Cette reproduction, cette compromission, permet l’apparition de celles et ceux qui s’agitent sur les réseaux numériques et passe sans difficultés du rôle de client à celui de vendeur (Juge, Collin-Lachaud et Roux, 2019). Chacun et chacune est une partie-prenante de la culture et de la société de consommation.
Il est donc bien sommaire de fonder une critique sur le repérage et la dénonciation de tel ou tel bouc émissaire : gourous de la publicité, apôtres des styles de vie, auteurs de manuels de marketing, professionnel de sa pratique, enseignants-chercheurs de la discipline, économistes ou psychologues qui inspirent leurs modèles, etc. Certes, ils ont tous une part de responsabilité. Mais les discours visant à dénoncer les méfaits du marketing font partie de la société de consommation, ils en sont le nécessaire symétrique et c’est pourquoi ils sont susceptibles être récupérés. D’emblée Baudrillard l’a suggéré « Comme la société du Moyen Age s’équilibrait sur Dieu ET sur le Diable, ainsi la nôtre s’équilibre sur la consommation ET sur sa dénonciation » (1970, 316).
Il demeure que les marques promues par les grandes entreprises disposent d’un pouvoir grandissant. Mais, elles suscitent tout autant la fascination qui alimente leur succès que des mouvements de résistance qui mettent en question leur légitimité (Klein, 1999). Elles exploitent très souvent des innovations issues du « terrain » afin de les revendre au grand public, mais leurs relations avec les consommateurs demeurent dialectiques (Holt, 2002). Dans ce combat, certes inégal, des critiques persistantes visent tout autant les stratégies marketing que le mode de vie dominant des sociétés de consommation, qu’on l’appelle consumérisme ou culture de consommation
Ce mode de vie est fondé sur des pratiques quotidiennes, des valeurs et des institutions qui privilégient les choix individuels et les relations marchandes. Il enrôle, formate et catégorise les personnes en exerçant un pouvoir non pas omniscient mais diffus et distribué dans des discours et des dispositifs (Dujarier, 2008) qui semblent tous aller de soi. La culture de consommation produit, construit, le sujet « dit » de la consommation et l’un des enjeux consiste à repérer, comme l’ont déjà initié Cova et Cova (2009), les implications du cadrage et de la catégorisation de ce sujet qui, par définition, peut difficilement lui échapper. L’abondance des offres et l’accélération du flux des nouveautés atténuent l’attention de ce sujet vis-vis des dimensions matérielles. Les marques et les styles servent d’abord à exprimer un statut social, à construire une identité, à se distinguer ou s’assimiler à d’autres. Les processus de mode ne concernent pas uniquement les panoplies vestimentaires, ils se manifestent dans tous les secteurs de la consommation ; celui des objets électroniques comme celui des objets dits culturels. Ces aspects de la consommation, dits symboliques, sont les plus valorisés et suscitent un vaste gaspillage : on achète davantage et on jette plus vite. Comment encourager plus de modération dans l’usage des biens de notre monde ?
Il ne suffit pas d’assimiler l’économie de marché et le capitalisme. On sait, au moins depuis Braudel (1985), que la démocratie et l’économie de marché sont des causes beaucoup plus rationnelles du progrès des pays modernes que le capitalisme. Le capitalisme est la source de grands progrès et de grands excès, comme notamment sa financiarisation. Séparer l’examen critique de l’économie de marché de celle du capitalisme, permet de s’engager dans une critique de l’ensemble des pratiques au sein d’un marché, celle des marketers comme celle des consommateurs. Comment passer d’une vague inquiétude à un diagnostic sur les bienfaits ou les excès de tel ou tel arrangement marchand ?
Constater la puissance d’une marque ou le pouvoir de marché d’une multinationale est nécessaire. Toutefois, mettre au jour, décrire, voire expliquer, les processus qui permettent d’obtenir un tel résultat est une autre affaire. Déplorer le processus de marchandisation (en anglais commodification), c’est-à-dire celui qui transforme un objet quelconque (ressource en eaux , lieu de baignade, sport, éducation, expression artistique, relation sexuelle, force armée, animal, organe humain ou discours critique) en une offre marchande ne suffit pas. Il faut s’efforcer de décrire, comprendre, voire expliquer, les processus qui permettent à une offre de devenir singulière tout en circulant de mains en mains. Une telle offre est capable d’intéresser un acquéreur, d’être dotée d’un prix, de porter la signature d’une marque, d’être promue et vendue avec succès face à la concurrence et finalement d’entrer dans le cours d’action de son utilisateur, voire de susciter son attachement. Ces processus, très généraux, varient selon les époques, les sociétés et les sphères d’activités.
Avec raison, la critique contemporaine prend comme point de départ les effets désastreux de l’action humaine sur le milieu naturel. Elle renoue ainsi avec les constats du rapport, connu par les français sous l’intitulé rapport du Club de Rome, qui dès les années 1970 posait la question des limites à la croissance dans un monde fini (Meadows, Meadows et Randers, 2012). C’est ce point de départ qui fonde les propositions de Schor (2011) qui visent à nous engager dans la voie de la transition écologique : réduire le temps de travail et étendre le domaine de l’autoproduction pour retrouver le plaisir de faire, relocaliser l’économie et renforcer le lien social.
En revanche, il est tout à fait improbable que les prescriptions de la perspective managériale soit susceptible d’apporter des réponses convenables à ces enjeux collectifs. Autrement dit, une définition restreinte du marketing (la gestion commerciale) ne permet pas d’aborder des enjeux sociétaux et encore moins de favoriser des travaux de recherche visant à mettre au jour l’impact sociétal de sa pratique. D’autant plus que la performation est au cœur de la discipline du marketing.
Callon (1998, 2) soutient l’idée que les sciences économiques (au sens large, c’est-à-dire aussi bien la microéconomie que l’ensemble des disciplines appartenant aux sciences de la gestion) construisent le réel qu’elles prétendent seulement décrire. Une science performative décrit et, en même temps, construit la réalité de son objet d’analyse. Cochoy (1998) met précisément en évidence le double aspect de la discipline du marketing : conceptualiser et faire advenir (énacter) la réalité qu’elle décrit. Tout marketer (en B to C en B to Bet en C to C) poursuit concrètement et inlassablement un travail de performation. Sa cible n’est pas un sujet collectif déjà constitué et disponible pour une enquête. Elle résulte d’une succession d’opérations désormais banales : recruter des personnes, les intégrer à un dispositif de prise de parole et les considérer progressivement comme les représentants de la population du segment cible. Ces procédures constituent un premier travail de performation. Plus largement tout l’art du marketer, quel qu’il soit, consiste à positionner son offre : choisir et diffuser de manière cohérente les bons mots, les bonnes images et de multiples autres signes (un son, une olfaction, un toucher…) afin de transformer la représentation de ce qu’il veut vendre en un bien et une expérience singulière. La question pertinente n’est pas décrit-il la réalité ? Mais quelle réalité décrit-il ? D’où la possibilité de relancer la critique sur d’autres voies (Marion, 2009).

## Une critique pragmatique
Un discours très général s’efforçant de dénoncer telle ou telle structure ou système n’a en soi que peu d’effets. Il ne suffit pas de sonner l’alarme à partir d’une position éloignée des pratiques. Au minimum, il faut rendre compte de l’expérience vécue par ceux qui subissent des préjudices et fournir une description ordinaire et concrète de leur monde vécu. De même, pour rendre compte de la pratique des marketers et des consommateurs, il faut procéder à des enquêtes. En rester au niveau d’une critique générale en surplomb des personnes condamne à l’impuissance. Il suffit à ceux qui sont peu préoccupés par des enjeux sociétaux, ou simplement paresseux, de célébrer le « rêve libéral des bienfaits du marché ». Celui qu’il suffit de vouloir faire exister afin de soutenir la croissance.
Il est difficile d’imaginer une société sans marchés concrets, mais une société ne saurait être réduite à ses marchés. Une critique pragmatique doit accepter de composer avec de multiples contraintes. Son ambition est de contribuer à la modification de la manière dont ils fonctionnent et des effets qu’ils produisent. C’est pourquoi, si on veut les transformer il importe de mieux les connaître. Il faut mettre en évidence et décrire, en même temps, les effets de contrôle inhérents à toute offre marchande et l’agentivité (pour traduire agency, c’est-à-dire la capacité d’agir), des personnes lorsqu’elles exercent les rôles de chaland, d’acheteur, de client, d’utilisateur ou d’usager.
La mise en question des énoncés du marketing (dits savants) présuppose la reconnaissance de son rôle performatif dans la construction de la voix des clients et le formatage des marchés concrets. En même temps, il faut examiner d’abord les pratiques et les propres outils des clients vis-à-vis des dispositifs marchands, ensuite leurs manières d’utiliser leurs acquisitions, marchandes ou non, dans leur sphère intime et domestiques. Les ressorts de ces pratiques sont pluriels, depuis les dispositifs qu’ils fréquentent (Callon, 2017) jusqu’à leurs propres dispositions (Bourdieu, 1979). Chacun s’adapte et réagit aux tentatives qui visent à gouverner ses conduites lors des processus dits de consommation. Acquisition, appropriation, insertion puis élimination de la sphère intime domestique ou communautaire, conduisent chaque personne, dans sa vie quotidienne, à de multiples négociations, tactiques et bricolages.
La critique doit tenir compte de la spécificité de chaque marché concret et des inquiétudes plus ou moins partagées que suscite tel ou tel arrangement. Inquiétudes et préoccupations qu’il conviendra de hiérarchiser. Callon (2017) propose de substituer le concept d’agencements marchands à la notion de marché afin de mettre en évidence la coproduction (ou la co-instauration) de la demande et de l’offre à travers la qualification des produits et de leurs destinataires. Un agencement c’est l’ensemble des dispositifs et des cadrages qui façonnent les offres et les demandes, ajustent les profils des biens et expliquent l’instauration de transactions.
Toute proposition visant à transformer un marché concret n’est pas un vaste projet stratégique mais une humble tactique, au sens de Certeau (1980), qui tient compte des forces en présence dans le monde tel qu’il est. Des tâtonnements, des recombinaisons, des expérimentations, bref des bricolages, viseront à reconfigurer le cadrage traditionnel des transactions. Il s’agit de proposer de nouveaux arrangements afin d’aligner des intérêts et d’articuler des dimensions techniques, scientifiques et éthiques. Comment additionner de petites forces. Comment créer des dispositifs, et pas seulement des nudges, favorisant les comportements recherchés ? Comment modifier les instruments d’évaluation, les outils de mesure et le mode de calcul des prix afin de mettre au jour les coûts cachés des manières de faire en vigueur, c’est-à-dire celles qui suscitent les inquiétudes ?
Il ne s’agit pas seulement, comme le font nombre de travaux dans le champ du marketing et de la consumer behavior, de fonder analyses et recommandations sur la seule psychologie des individus afin de modifier leurs attitudes et comportements. (Callon, 2017, 446, 448). Une telle approche du changement sociétal et social repose sur l’idée que celui-ci dépend fondamentalement des valeurs et des attitudes des individus, et que celles-ci déterminent largement leurs comportements et leurs choix. Dès lors, pour modifier les choix individuels il suffirait de mettre en œuvre une stratégie d’information, de persuasion et/ou d’incitation pour obtenir l’adoption des nouveaux comportements souhaités. Un tel modèle, issu de la théorie du comportement planifié (Ajzen, 1991), néglige les aspects matériels et corporels d’une conduite, minimise ses aspects relationnels et collectifs, ramène toute solution aux seuls choix individuels et conduit le plus souvent à des recommandations éculées. Il se peut que l’approfondissement des connaissances issues de l’économie comportementale, de la psychologie cognitive, des approches culturelles ou des neurosciences fournissent de nouvelles hypothèses mais, en attendant, d’autres cadres des comportements, plus faciles à observer et à modifier, devraient être systématiquement examinés.
Ce qui renvoie à la question de l’agentivité des personnes. Celle-ci n’est pas cantonnée dans l’esprit d’un individu exerçant un choix souverain . Au lieu de présupposer une autodétermination des décisions individuelles, il faut reconnaître et analyser la répartition sociale, matérielle et corporelle de l’agentivité. L’action (échange, acquisition, appropriation, utilisation, usage) résulte d’un enchevêtrement sociotechnique, spécifique à chaque situation, où les équilibres ne sont jamais constitués une fois pour toutes.
Le marketing n’est pas réductible à la seule étude des relations d’échange, marchand ou non. Sa pratique, sa boîte à outils et son idéologie imprègnent toutes les sphères de la société (intime, domestique, communautaire, organisationnelle et politique). Elles contribuent ainsi puissamment à la création d’une culture de consommation faite d’images (notamment celle des marques), de stéréotypes et de normes sociales. En s’institutionnalisant, au sein des sciences de gestion, cette discipline s’efforce de devenir respectable et indiscutable. En s’universalisant, elle tente d’appliquer sa doctrine à de multiples cibles. Son effet principal n’est pas alors de faire acheter tel ou tel produit mais de faire partager l’idée qu’une proportion croissante de personnes peut et doit endosser, dans le monde entier, l’identité de clients et de consommateurs.